# خیابان سهروردی (اسلام‌آباد)
برای خیابانی به همین نام در تهران خیابان سهروردی را ببینید.
خیابان سهروردی یکی از خیابان های اصلی شهر اسلام‌آباد پایتخت پاکستان است. این خیابان که به موازات بزرگراه کشمیر واقع شده در ضلع شمالی پارک شکرپریان قرار دارد. این خیابان برای یادبود حسین شهید سهروردی نخست وزیر اسبق پاکستان به این نام مسما شده است.